# Quách Xuân Kỳ
Quách Xuân Kỳ (1926 - 11 tháng 07 năm 1949) là một chiến sĩ của Việt Nam Dân chủ Cộng hòa, chiến đấu và hi sinh trong Chiến tranh Việt Nam.

## Thân thế và sự nghiệp

### Thân thế
Quách Xuân Kỳ sinh ra trong một gia đình giàu truyền thống nhân văn ở thôn Hoàn Lão, xã Trung Trạch (nay là thị trấn Hoàn Lão), huyện Bố Trạch, tỉnh Quảng Bình. Cha là cụ Quách Nguyên Hàm, một danh y nổi tiếng trong vùng.
Những người anh em của Quách Xuân Kỳ đều tham gia hoạt động cách mạng ở phía Việt Nam Dân chủ Cộng hòa.

### Sự nghiệp
Quách Xuân Kỳ là người con thứ 5 trong gia đình, ngay từ trẻ đã sớm tham gia hoạt động Việt Minh cùng nhiều bạn đồng lứa. Quách Xuân Kỳ rất thích thơ, đặc biệt là thơ của Phan Bội Châu và Tố Hữu.
Tháng 01 năm 1945, khi 19 tuổi, Quách Xuân Kỳ được kết nạp vào Đảng Cộng sản Việt Nam.
Quách Xuân Kỳ gia nhập Việt Minh khi còn rất trẻ, tham gia Ủy ban khởi nghĩa huyện Bố Trạch ngay từ ngày đầu và nhanh chóng trở thành một trong những hạt nhân lãnh đạo của chính quyền mới ở quê hương sau ngày Cách mạng tháng Tám thành công.
Năm 1946, anh phụ trách công tác tình báo huyện Bố Trạch, chiến đấu bên cạnh những người đồng đội như Phan Khắc Hy, Mai Trọng Nguyên.
Tháng 7 năm 1948, Quách Xuân Kỳ được bầu vào Thường vụ Huyện ủy rồi đảm đương trọng trách Bí thư Huyện ủy Bố Trạch.
Tháng 2 năm 1949, Quách Xuân Kỳ trở thành Tỉnh ủy viên, Bí thư thị ủy thị xã Đồng Hới.
Cũng trong năm này, anh bị quân Pháp bắt giam trong một lần càn quét. Trong tù, Quách Xuân Kỳ thành lập và trở thành Bí thư chi bộ nhà giam, kiên quyết chống lại áp lực từ chính quyền Pháp. Sau một thời gian dài tra tấn và giam cầm trong tù nhưng không thu được kết quả, Quách Xuân Kỳ bị xử bắn công khai ngày 11 tháng 7 năm 1949, khi 23 tuổi.

## Gia đình
Cha của Quách Xuân Kỳ là danh y Quách Nguyên Hàm, mẹ là bà Trần Thị Điển, nổi tiếng tần tảo, hiền thục.
Anh cả là Quách Tố Am (1905-1974), vào Đảng từ năm 1930 và là một trong những người có công xây dựng chi bộ Đảng ở Sêpôn (Lào). Cho tới khi về hưu năm 1965, ông Quách Tố Am đã liên tục hai mươi năm phụ trách Bưu điện tỉnh Quảng Bình.
Anh thứ hai, Quách Tuân (1911-1984) vào Thanh niên cách mạng đồng chí hội từ năm 1929 vào Đảng từ tháng 5/1930. Ông là một trong những cán bộ lão thành của Tòa án nhân dân tỉnh Quảng Bình.
Anh thứ ba là Quách Sĩ Kha (1920-1999), từng là  Phó Chính ủy Quân khu VI, Quyền Chánh án Tòa án Quân sự Trung ương.
Anh thứ tư là Quách Sĩ Ca từng là Chủ nhiệm chính trị Quân khu 4, hi sinh năm 1954.

## Đời tư
Quách Xuân Kỳ thường xuyên viết nhật ký, mô tả lại quá trình hoạt động cách mạng, chiến đấu cũng như tình yêu đời, yêu người.
Anh có mối tình sâu đậm với một người con gái Đồng Hới tên là Huế.
Bạn chiến đấu thân thiết nhất của anh là Phan Khắc Hy, sĩ quan cấp cao trong Quân đội nhân dân Việt Nam.
Những dòng nhật ký của Quách Xuân Kỳ vẫn còn được lưu lại cho đến nay, trong đó có những đoạn:
"Không thể nước Việt Nam bị nô lệ một lần nữa, cũng như dân tộc Việt Nam không thể bị áp bức và như thế lý gì Bố Trạch thân yêu lại bị trong vòng xiềng xích.
Ngay bây giờ ta đã nghĩ ngày mai đẹp đẽ ấy. Ta tin tưởng ngày mai đẹp đẽ ấy. Cũng như ta chắc chắn ngay bây giờ ta đang sống..."
"Một người cộng sản phải có hai điều kiện trong sự làm việc để thực hiện chương trình:
1) Tinh thần cách mạng Nga.
2) Óc thực tế của Mỹ.Hai phần này đều quan trọng như nhau, không thiếu cái này hoặc cái kia được..."

## Nhận định và vinh danh
Quách Xuân Kỳ được biết đến như là một chiến sĩ trung kiên, một người yêu quê hương đất nước nồng nàn và sâu sắc.
Năm 1999, Quách Xuân Kỳ được Nhà nước Việt Nam truy tặng danh hiệu Anh hùng Lực lượng vũ trang nhân dân.
Ngày nay, tên của anh được đặt cho các con đường tại Đồng Hới và Hoàn Lão, và cho 1 ngôi trường THCS ở Hoàn Lão.